# Speyerer Morgenpost
Die Speyerer Morgenpost war eine Lokalzeitung in Speyer. Ihr Sitz war das Pressehaus Ludwigsstraße 9 am Königsplatz.

## Geschichte
Gegründet wurde sie am 2. Januar 2003 von Wolfgang Martin, dem Verleger des Viernheimer Tageblatts, ebenfalls einer Lokalzeitung, und einiger Anzeigenblätter. Sie konnte viele Abonnenten und viele Mitarbeiter der kurz zuvor eingestellten Speyerer Tagespost übernehmen.
Ihren Mantel erhielt sie bei der Gründung vom Gießener Anzeiger und 2008 von der Badisches Tagblatt GmbH. Die Zeitung erschien im Verlag der VVS Vorderpfälzische Verlagsgesellschaft Speyer GmbH und hatte 2009 eine Druckauflage von 6100 Exemplaren.
Die Zeitung stand in Konkurrenz zur Speyerer Rundschau, einer Lokalausgabe der Rheinpfalz, und den reinen Internetzeitungen speyer-aktuell.de und speyer-kurier.de.
Die letzte Ausgabe ist für den 16. Februar 2018 nachgewiesen. Dem Geschäftsführer war die Ausübung seiner Tätigkeit bereits im Oktober 2013 untersagt worden.